# 哈尔姆·奥斯默斯
哈尔姆·奥斯默斯（德語：Harm Osmers，1985年1月28日—）是一位德国足球裁判，现注册于下萨克森足球协会辖下的巴登体育俱乐部（SV Baden）。

## 裁判生涯
奥斯默斯最初是作为一位运动员于家乡的巴登体育俱乐部（SV Baden）开始足球生涯，并于2001年在U-17青年队完成裁判资格考试。2009年，他以韦尔登县（下萨克森足协）的首位裁判员身份被任命为德国足协裁判，并于2010-11赛季入选德乙裁判名单。自那个赛季起，他也常作为助理裁判或第四官员参与德甲联赛的执法。2015年7月15日，奥斯默斯作为丹尼尔·西伯特的助理裁判，于凯尔特人对阵史達蘭（2比0）的欧冠联赛预选赛中初登国际赛场。至2016-17赛季，他又成为新加入德甲的4位主裁判之一。

## 个人生活
奥斯默斯拥有全日制的企业经济学硕士文凭，并在汉诺威主职金融投资管控工作。他与前德甲主裁判汉斯-约阿希姆·奥斯默斯并无家庭关系。